# Theodor Eicke
Vous lisez un « article de qualité » labellisé en 2020.
Theodor Eicke est un officier nazi, membre de la SS ayant atteint le grade de Obergruppenführer lors de la Seconde Guerre mondiale, né le 17 octobre 1892 à Hudingen en Lorraine allemande (Empire allemand) et mort en opération militaire le 26 février 1943 près d'Artelnoïe en Ukraine.
Commandant du camp de concentration de Dachau, il joue un rôle essentiel dans l’assassinat d’Ernst Röhm au cours de la nuit des Longs Couteaux au début du mois de juillet 1934. Peu après, il est nommé inspecteur des camps de concentration et commandant des unités « Totenkopf ». Ces fonctions lui donnent un rôle majeur dans la création et l’organisation des camps de concentration.
Il prend le commandement de la division SS Totenkopf au début de la Seconde Guerre mondiale. Cette unité participe activement à la première phase de la Shoah et au massacre systématique de civils en Pologne, notamment de Juifs polonais. Elle est ensuite engagée dans la campagne de France, avant de combattre sur le Front de l'Est. Eicke meurt au cours d’une opération de reconnaissance aérienne en Ukraine.

## Biographie

### Les années de jeunesse
Theodor Eicke naît en 1892 à Hudingen, aujourd'hui Hampont en Moselle, alors annexée à l'Empire allemand. Son père, originaire du Harz et vétéran de la guerre franco-allemande, est chef de gare,. Theodor est le onzième enfant du couple, qui connaît des dissensions : le père est protestant et patriote allemand. La mère est catholique et francophile.

#### Première Guerre mondiale
Après avoir quitté l'école sans brevet de fin d'études, il s'engage avant ses 17 ans comme volontaire dans le 23e régiment d'infanterie royal bavarois (de).  Il épouse Bertha Schwebel durant l'hiver 1914.
Pendant la Première Guerre mondiale, il exerce les fonctions d'officier payeur en second du 3e puis, en 1916, du 22e régiment d'infanterie royal bavarois (de), et n'atteint donc pas le statut d'officier. Theodor Eicke indique avoir quitté volontairement l'armée en avril 1919, après les échecs de la révolution dans le Reich en janvier, mais il a été plus vraisemblablement licencié, en raison de la réduction des effectifs de l'armée.
Décoré de la croix de fer, Theodor Eicke commence des études de technicien supérieur à Ilmenau, ville natale de son épouse, mais les abandonne en 1920 en raison de son faible niveau scolaire. Il souhaite alors faire carrière dans la police.

#### Carrière dans la police

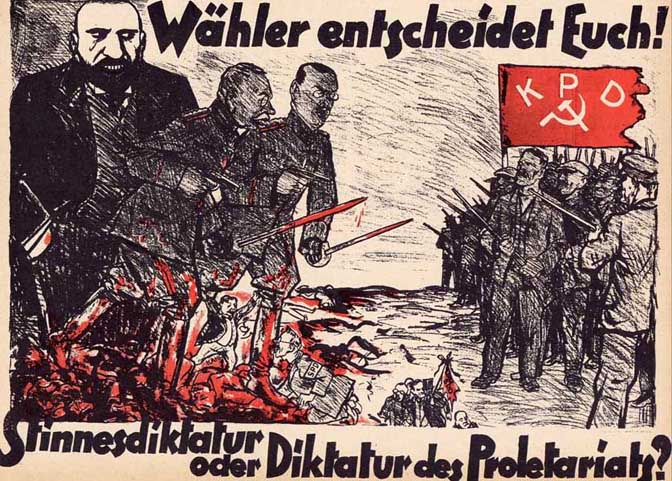
Affiche du KPD lors des élections législatives de 1920. Au premier plan sont caricaturés Hugo Stinnes, Hans von Seeckt et Gustav Noske.

En 1919, il travaille d'abord quatre mois au bureau des finances de la ville d'Ilmenau, puis débute en janvier 1920 un stage d'aspirant policier dans la même ville. Pour plusieurs historiens, il y serait alors informateur pour la police. Cette théorie, issue d'une interprétation erronée des écrits de Eicke, est cependant rejetée en 2013. En juillet 1920, lors des élections législatives, il déchire des affiches électorales, alors qu'il est en service. Des élus municipaux du KPD et du SPD exigent alors du maire la révocation de Eicke, et déposent plainte contre lui. Bien qu'il ne soit pas poursuivi, il doit cependant écourter son stage de trois semaines. Plus tard, Eicke mentionne cet épisode à plusieurs reprises, en l'exagérant complaisamment, pour attester de son engagement national-socialiste précoce.
Il suit en 1920, pendant trois mois, les cours de l'école de police de Cottbus, puis intègre en 1921 la Schutzpolizei de la ville de Weimar, dont il est exclu après deux semaines. Il obtient à l'automne 1921 un emploi de policier supplétif dans la petite ville de Sorau, alors allemande, mais déménage à Ludwigshafen, où il travaille à la Schutzpolizei de la ville jusqu'en février 1923. Le Palatinat rhénan est alors une région industrielle secouée de fortes tensions sociales, comme de séparatisme,.  Ludwigshafen fait partie de la zone d'occupation française et la police est sous les ordres des autorités françaises. Dans ce contexte, tout à fait nouveau pour lui, le policier Theodor Eicke renforce son rejet de l'occupation étrangère, et sa haine des communistes, notamment lors des grandes manifestations consécutives à l'assassinat de Walther Rathenau, en juin 1922. Il semble montrer dans son travail plus de pragmatisme que de réelle conscience professionnelle, et renonce progressivement à faire carrière dans la police.

#### BASF et IG Farben

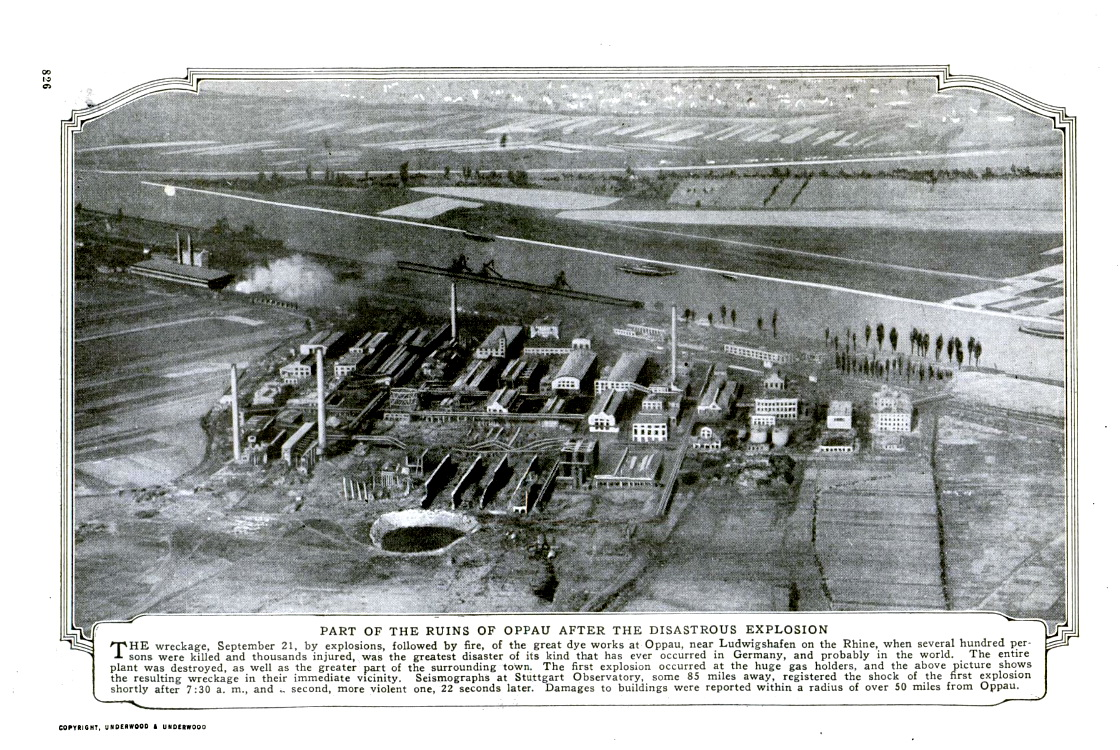
Une partie du site industriel de BASF à Oppau (Ludwigshafen), après l'explosion de 1921.

Theodor Eicke est engagé en 1923 à Ludwigshafen comme employé de bureau par la BASF, sans doute grâce à la recommandation d'un de ses frères, qui y est employé. Il devient adjoint du chef du service de sécurité interne dans l'usine de Ludwigshafen deux années plus tard, au moment où BASF, Hoechst et Bayer fusionnent pour former le conglomérat IG Farben.
Le site industriel de Ludwigshafen a connu en septembre 1921 le plus grave accident industriel de l'histoire de l'Allemagne, l'explosion d'Oppau, entraînant la mort de 560 ouvriers de l'usine. Les usines sont occupées par les Français en 1923, et les ouvriers, majoritairement communistes, pratiquent pendant cet épisode la résistance passive. La crise économique entraîne le licenciement d'un tiers des 21 000 ouvriers de Ludwigshafen entre 1922 et 1925. En 1924, le passage à la journée de neuf heures sans compensation de salaire suscite une grève massive.
Dans ce contexte, l'activité précise de Eicke reste mal connue : il fait partie des « officiers de BASF », un groupe d'anciens officiers affectés par l'entreprise à des postes de surveillance. Les ouvriers communistes lui reprochent alors fréquemment d'être le « chien de garde » de l'industrie, particulièrement lors des grèves et mouvements sociaux. Cependant, Eicke lui-même définit par la suite son rôle comme celui d'un défenseur de l'intérêt national, menacé d'abord par l'espionnage industriel, tant soviétique que français, ensuite par le séparatisme, violemment combattu par le parti nazi dans le Palatinat, et tait le contexte social spécifique à l'entreprise.

### Engagement au parti nazi et dans la Schutzstaffel

#### Parti nazi, SA et SS au Palatinat rhénan
En décembre 1928, Eicke s'inscrit à la fois au parti nazi et dans la SA. L'occupation française de la Rhénanie et les tentations séparatistes au Palatinat ont contribué à un essor plus rapide du parti nazi dans la région que dans l'ensemble du Reich, et lorsque Eicke organise en 1929 dans les locaux de l'IG Farben une journée de promotion du parti, il sait pouvoir compter sur le soutien de plusieurs cadres de l'entreprise. La date de son adhésion au parti ne fait de lui ni un nazi de la première heure, ni un pur opportuniste.  

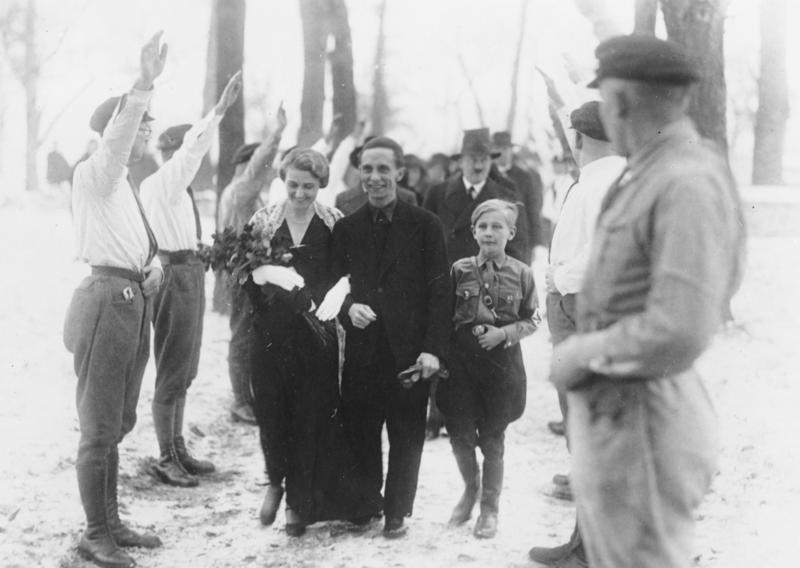
Lors du mariage de Magda et Joseph Goebbels en 1931, les SA soumis à l'interdiction du port de l'uniforme saluent en chemise.

Il reçoit l'ordre de quitter la SA pour rejoindre la SS, ce qu'il fait en août 1930. Il dépasse certes de trois années la limite d'âge pour entrer dans la SS, fixée à 35 ans, mais son origine et sa formation font cependant de lui un représentant typique du corps des SS. La SS du Palatinat, alors très mal organisée, est éprouvée par de fréquents conflits, tant internes qu'avec la SA locale. Eicke, également très critique envers son supérieur Fritz Berni, crée les sections locales de la SS à Ludwigshafen, Grünstadt et Frankenthal et est promu Sturmbannführer.  
Ses qualités de recruteur, son apport pour l'organisation de la SS au Palatinat le font remarquer. Il engage ses hommes dans des combats de rue, et leur commande de dresser le drapeau à croix gammée sur la place des fêtes de Ludwigshafen la nuit précédant la fête nationale républicaine. La croissance des effectifs de la SS au Palatinat est forte, mais ne dépasse cependant pas nettement la moyenne nationale. Elle s'accompagne de querelles entre Eicke et le Gauleiter du Palatinat rhénan, Josef Bürckel : cet enseignant, éprouvant des sympathies pour le nazi Gregor Strasser et son idée d'un « socialisme allemand », se heurte fréquemment à Eicke, hostile à toute forme de socialisme. Eicke ne souhaite prendre ses ordres que du quartier général du parti nazi, établi à Munich en 1930, et non de Bürckel. Ce dernier s'en tient à la stratégie de conquête légale du pouvoir, édictée par Adolf Hitler en septembre 1930, mais Eicke saisit plusieurs occasions, notamment à Germersheim pendant le défilé de ses troupes, pour la contester : alors que le port public d'uniformes politiques venait d'être interdit par l'État de Bavière, et que Bürckel ordonnait à un millier de SA et SS de défiler torse nu, Eickel fait défiler ses hommes en tenue, prenant le risque d'une interdiction du parti nazi.

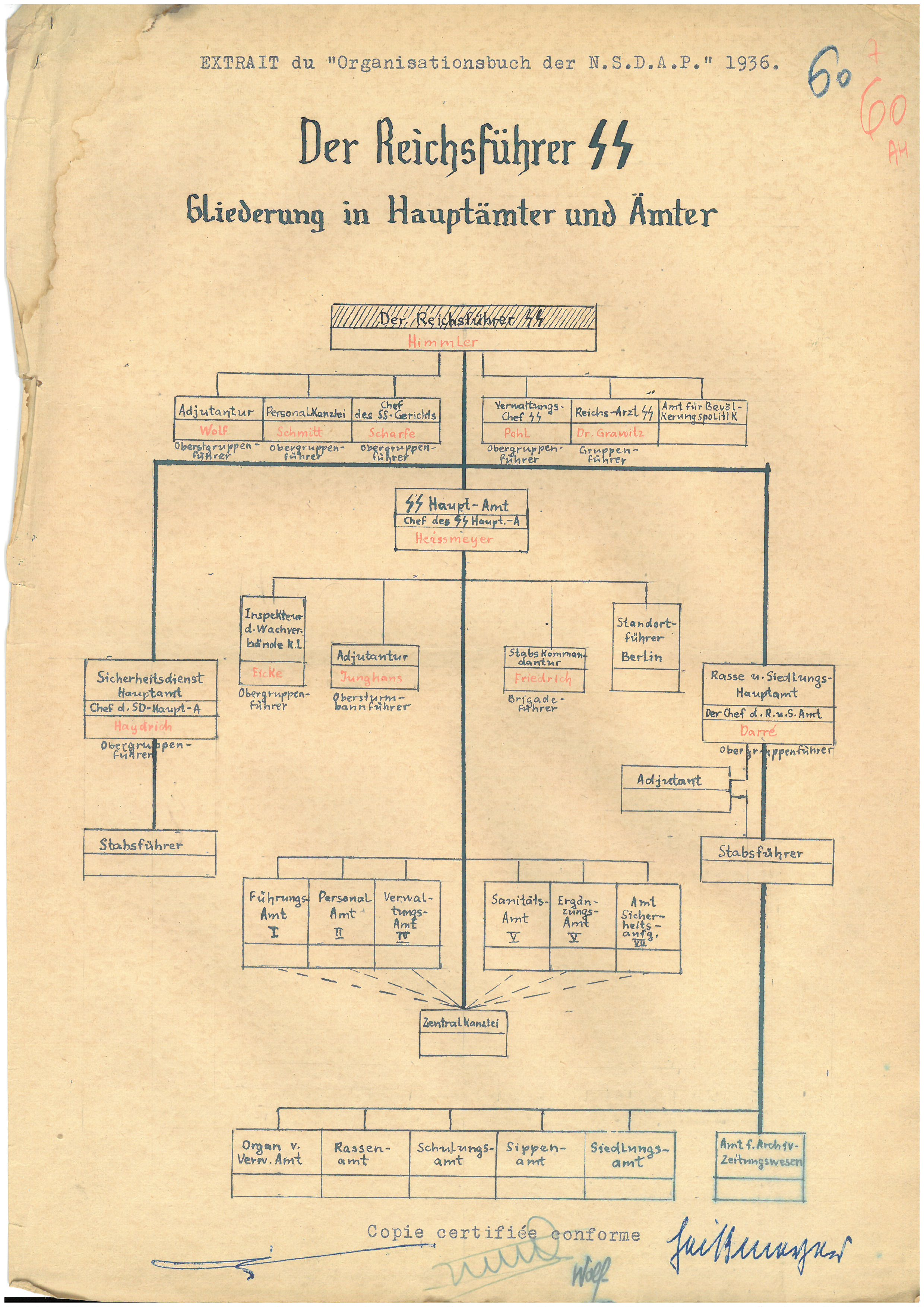
Organisation de la SS.

#### Affaire des explosifs de Pirmasens
Fin août 1931, Eicke reçoit du Standartenführer Fritz Berni l'ordre, qui émane vraisemblablement du gauleiter Josef Bürckel, de fabriquer des explosifs. Le matériel nécessaire provient en partie de l'entreprise IG-Farben de Ludwigshafen. En octobre 1931, Berni emporte la moitié des explosifs à Pirmasens, mais certains de ses ennemis à l'intérieur du parti l'apprennent. Fritz Berni est donc provisoirement exclu de la SS et du parti le 7 novembre, car la fabrication d'explosifs entrait en contradiction avec la stratégie de conquête légale du pouvoir. Dans un premier temps, Eicke tire avantage de la situation : en novembre 1931, il est promu Standartenführer par Heinrich Himmler, et prend ainsi dans le mois qui suit la direction de la 10e SS-Standarte, composée d'environ neuf cents hommes.
En perquisitionnant le domicile de Eicke, la police de Ludwigshafen retrouve le 6 mars 1932 une partie des explosifs, ainsi que la liste des membres de son unité. Eicke est licencié par IG Farben. Jugé en juillet 1932 à Pirmasens pour infraction à la loi sur les explosifs, il est condamné à deux ans de réclusion. L'affaire des explosifs de Pirmasens suscite un scandale considérable dans l'opinion publique allemande, car elle fait écho aux documents de Boxheim rédigés par Werner Best, révélés en novembre 1931, et qui semblent accréditer l'existence au sein du parti nazi d'un plan secret de conquête violente du pouvoir. Durant son procès, Eicke protège la direction du parti en indiquant que la fabrication des explosifs relevait de sa propre initiative. Le lendemain du jugement, il obtient une dispense de peine temporaire en simulant une maladie nerveuse et aussi grâce à la protection du ministre bavarois de la Justice Franz Gürtner,, ministre de la Justice du Reich à partir de 1932. Lors du procès, de nombreux éléments de l'enquête policière sont délaissés par le tribunal.

#### Fuite en Italie

Theodor Eicke, le 28 octobre 1932, devant le monument de la victoire de Bolzano, lors de l'anniversaire de la marche sur Rome.

Sur les instructions de Heinrich Himmler, Eicke se réfugie avec de faux papiers en septembre 1932 en Italie pour prendre la direction d'un camp pour fugitifs allemands et autrichiens de la SS, situé à Malcesine, sur les bords du lac de Garde. La section autrichienne du NSDAP demande en novembre 1932 l'ouverture d'une procédure contre Eicke, qui avait manifesté avec trente SS en uniformes au monument de la victoire de Bolzano, lors du dixième anniversaire de la marche sur Rome.
Depuis l'Italie, Eicke garde un contact fréquent, mais plein d'animosité, avec les activités du NSDAP et de Joseph Bürckel. Dans deux lettres du 30 janvier 1933, il menace de recourir à des explosifs encore cachés, qui « ne sont pas tous pour les rouges, mais aussi pour les porcs dans nos propres rangs ». Il indique avoir « couvert une foule de lâches, auquel le courage de la responsabilité fait absolument défaut. Ces crapules sont toujours au premier rang, lorsqu'il s'agit de briguer des postes importants ».

#### Retour en Allemagne et internement psychiatrique

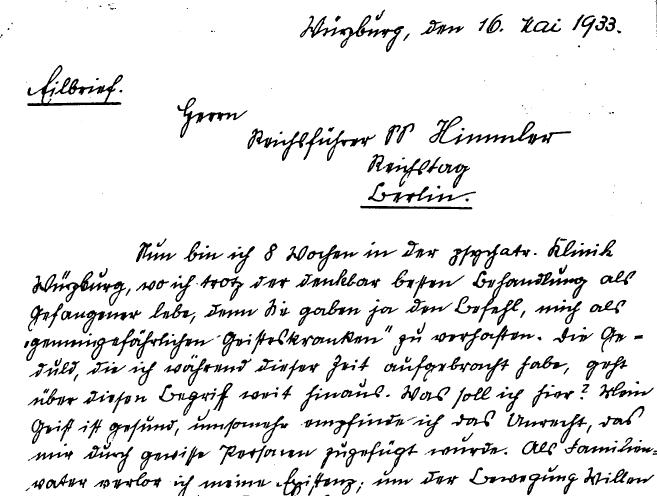
Lettre de Eicke à Himmler du 16 mai 1933.

Rentré en Allemagne début mars 1933, moins de deux mois après l'accession au pouvoir de Hitler, Eicke séjourne brièvement à Munich et Ludwigshafen. Il espère à la fois une amnistie pour l'affaire de Pirmasens, et la confirmation de son statut de commandant SS dans le Palatinat. Il est doublement déçu, et la participation de son frère Hermann, le 17 mars, à une action violente contre les responsables locaux du parti à Ludwigshafen, le dessert grandement auprès de Himmler. À la demande de Bürckel, Eicke est arrêté quatre jours plus tard, et placé en détention de sûreté, en application de la Reichstagsbrandverordnung (ordonnance prise à la suite de l’incendie du Reichstag) du 28 février 1933, laquelle annulait quasiment tous les droits individuels. Soumis à un diagnostic médical, il est interné le 24 mars à la clinique psychiatrique de Wurtzbourg, pour observation. Le 3 avril, il est rayé des listes de la SS, sur décision de Himmler. En dépit des attestations de bonne santé mentale fournies par le psychiatre Werner Heyde, et de courriers adressés à Hermann Göring, Hans Frank et Heinrich Himmler, il reste interné soixante-treize jours, jusqu'au 3 juin. Selon l'historien Niels Weise, Himmler aurait eu toute latitude pour le libérer plus tôt, mais a délibérément tiré parti de ce temps d'internement pour punir Eicke de ses initiatives et de son comportement au Palatinat, ainsi que pour se l'attacher définitivement.
Werner Heyde rejoint le NSDAP en mai. Sa carrière postérieure, notamment comme directeur du programme d'euthanasie Aktion T4, fut nettement facilitée par sa rencontre avec Eicke.

### SS et camps de concentration

#### Commandant du camp de concentration de Dachau
« Himmler nomma le 26 juin 1933 commandant de Dachau un homme qui, à ce moment, tant du point de vue d'une carrière bourgeoise que dans la perspective de la SS, passait pour un raté : Theodor Eicke, sans emploi, patient psychiatrique avec des antécédents judiciaires, rayé des listes de la SS au motif de diverses querelles en son sein. Himmler donna à Eicke une chance de se réhabiliter, parce qu'il se sentait responsable des combattants de la première heure. Eicke s'en saisit, et se révéla comme un maître de la politique des ressources humaines. »

— Karin Orth, Die Konzentrationslager-SS. Sozialstrukturelle Analysen und biographische Studien

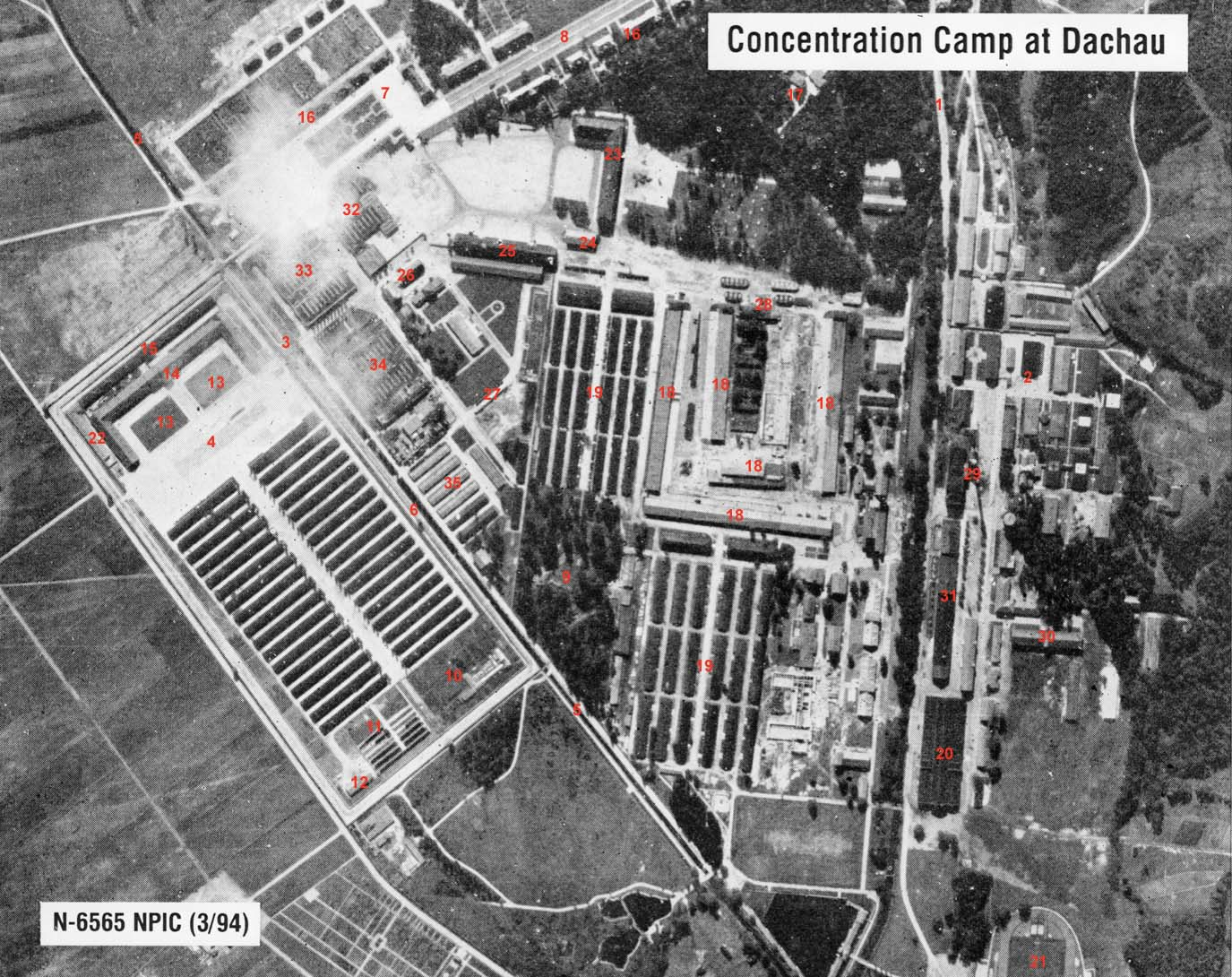
Vue aérienne du camp de concentration de Dachau en 1945. Les quartiers des SS, sur la droite de l'image, occupent une superficie supérieure à celle du camp proprement dit, sur la gauche.

Si le camp de concentration de Dachau, ouvert en mars 1933, n'est pas le premier camp de concentration nazi, il est cependant particulier à plus d'un titre. D'abord parce que confié début avril à la police bavaroise, il passe dès le 10 avril sous la juridiction de la SS, sous le commandement de Hilmar Wäckerle. Ensuite parce que Himmler incite très tôt Wäckerle à mettre en place des directives particulières, qui garantissent au camp un état d'exception permanent, fait de brimades, punitions et traitements dérogatoires. Si le camp est financé par l'État bavarois et par le Reich, Himmler souhaite qu'il soit entièrement soumis à la domination de la SS. L'absence de véritables bases légales amène la justice à se pencher sur sept premiers décès de prisonniers, en mai 1933. Le 2 juin, lors d'une réunion avec le ministre de la Justice Hans Frank, Himmler doit consentir à démettre Wäckerle de ses fonctions de commandant. Le même jour, il demande la libération de Eicke de son asile psychiatrique.
Eicke passe trois semaines à Ludwigshafen avant que, le 26 juin, Himmler le nomme commandant du camp, où sont alors détenus deux mille prisonniers. Ce 26 juin, Eicke est réintégré à son grade de la SS, et sa condamnation à deux ans de détention dans l'affaire des explosifs de Pirmasens est annulée par décret du ministère de la Justice du Reich.

##### Le camp de Dachau, ou l'école de la violence
« Quiconque fait de la politique, tient des discours ou des réunions de provocation, forme des clans, se rassemble avec d'autres dans le but d'inciter à la révolte, se livre à une nauséabonde propagande d'opposition ou autre sera pendu en vertu du droit révolutionnaire ; quiconque se sera livré à des voies de fait sur la personne d'un garde, aura refusé d'obéir ou se sera révolté sous quelque forme que ce soit, sera considéré comme mutin et fusillé sur-le-champ ou pendu. »

— Extrait du règlement régissant la discipline et la répression des détenus, rédigé par Theodor Eicke.
Les détails de la passation de pouvoir entre Wäckerle et Eicke restent mal connus.
À partir des directives particulières élaborées par Wäckerle, Eicke met en place jusqu'en octobre 1933 un « règlement régissant la discipline et la répression des détenus », dont l'introduction indique que « la tolérance signifie la faiblesse ». Ce catalogue disciplinaire, qui prévoit exercices punitifs, travaux de peine, exposition au pilori et peine de mort, « en vertu du droit révolutionnaire », vise d'abord à faire de l'enceinte du camp un espace extra-judiciaire, ensuite à uniformiser le comportement des gardes SS envers les détenus, enfin à intimider ces derniers : « le but est de briser psychologiquement, moralement et physiquement les prisonniers. » On passe à Dachau de la brutalité indisciplinée et arbitraire des gardiens à la terreur planifiée de la SS. Dans les faits, l'arsenal disciplinaire et punitif n'entraîne pas un usage normé de la violence : il devient l'instrument d'une terreur systématique. Au même moment, pour l'opinion publique, l'euphémisme « camp d'éducation » remplace le terme de camp de concentration, et Eicke réduit drastiquement l'accès de la presse au camp de Dachau.

##### Le modèle de Dachau
« En peu de temps, Theodor Eicke développa au camp de concentration de Dachau une forme spécifique de domination, qui permettait de centraliser et systématiser la terreur. Cette organisation, qui servirait plus tard de modèle à l'ensemble des camps de concentration, est communément appelée aujourd'hui le modèle de Dachau. »

— Niels Weise, Eicke
La spécificité du camp de Dachau se révèle dans l'opposition au modèle développé conjointement dans les camps de l'Ems où s'exerce une double tutelle, celle du commandement SS responsable des gardiens, et une direction civile relevant du ministère de l'Intérieur. Afin d'éviter toute éventuelle intervention d'offices judiciaires ou civils, Eicke développe un arsenal disciplinaire qui donne l'apparence d'une légalité, il coupe le camp du monde extérieur, introduit le travail forcé des détenus. Surtout, il organise les gardes SS en Kommandantur locale, distincte du camp lui-même, ce qui porte en germe le système des Kapos, de l'administration des détenus par les détenus eux-mêmes. Cette organisation va faciliter, après-guerre, la défense des membres des SS-Totenkopfverbände, qui indiqueront avoir été uniquement responsables de la surveillance extérieure du camp, et n'être pas mêlés au fonctionnement interne du camp.
Plus tard, à l'automne 1934, Eicke parvient à soustraire les gardes SS de l'organisation commune de la SS (l’Allgemeine SS), et les rattache à son autorité de commandant des unités « Totenkopf ». À partir de ce moment, Eicke ne dépend donc plus, à titre personnel, que de Himmler, à la fois chef de la police politique en Bavière et Reichsführer-SS.

##### Meurtres sous l'autorité de Eicke

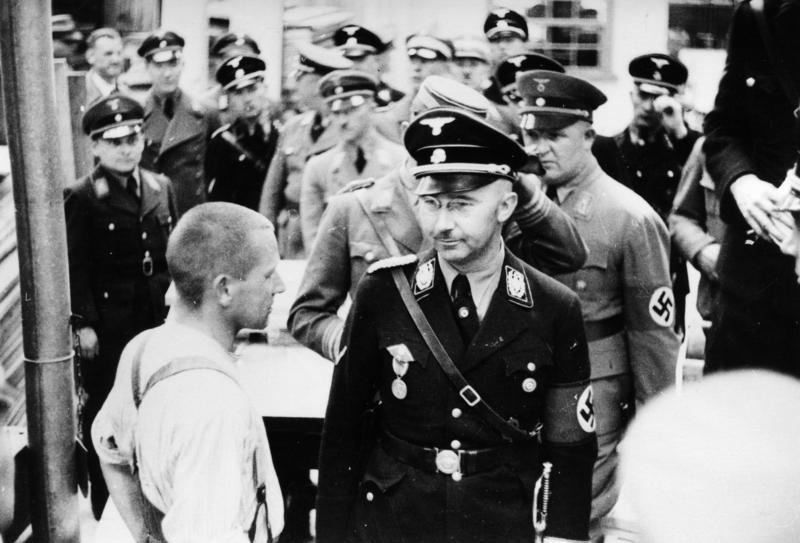
Himmler visite le camp de concentration de Dachau en 1936.

Dans la période qui suit immédiatement le renvoi de Wäckerle, aucun détenu du camp n'est retrouvé mort. Cependant, deux mois après l'arrivée de Eicke, le député communiste Franz Stenzer est abattu lors d'une tentative de fuite mise en scène par les gardes. Un journaliste communiste est abattu, vraisemblablement par Eicke lui-même, le 27 août 1933 ; son cadavre est transporté dans l'automobile de Eicke pour être immergé dans le lac Walchen. Eicke indique à la presse que le détenu a disparu. À l'automne 1933, la justice bavaroise ordonne l'exhumation du corps d'un artisan, torturé et assassiné. Le 22 octobre, le procureur demande à Eicke de lui fournir les éléments matériels relatifs au prétendu suicide de deux détenus, en réalité étranglés par les gardes du camp. Les détenus qui sont exécutés le sont en vertu de l'arsenal disciplinaire et punitif édicté par Eicke, mais ce dernier camoufle systématiquement ces meurtres en suicide, notamment vis-à-vis des autorités judiciaires. Himmler, puis Röhm le 6 décembre 1933, encouragent Eicke et ses troupes à refuser aux autorités judiciaires l'accès au camp. Les procédures sont alors abandonnées, et les camps de concentration deviennent des espaces extrajudiciaires au sens propre du terme.
Les meurtres de détenus ne tiennent pas tant à l'origine des gardes, qu'à une politique systématique d'éducation à la haine menée par Eicke, par exemple avec l'ordonnance du Postenpflicht, qui prévoit l'exécution sommaire de détenus insoumis ou fugitifs. Il suscite un état de guerre permanent contre le détenu, « l'ennemi derrière le barbelé », fait preuve lors de nombreuses séances d'endoctrinement d'un antisémitisme et d'un antibolchevisme radicaux. Il impose aux gardiens, qui le surnomment « Papa Eicke »  une obéissance aveugle et inconditionnelle à la fois à sa personne (en tant que commandant du camp), à la SS et au Führer. Il indique que tout SS doit veiller à l'éducation de son compagnon, et propage lui-même par l'exemple « sa haine de tout ce qui est non allemand et non national-socialiste ». Ainsi, sous sa direction, le supplice d'un détenu devient le rite d'initiation informel de tout nouveau gardien SS, qu'Eicke recrutait de préférence jeune, afin de pouvoir le former comme un instrument docile et lui interdire toute faiblesse envers les détenus. Cette « école de Dachau » devait notamment former de nombreux commandants de camps de concentration, tels Hans Aumeier, Richard Baer, Johannes Hassebroek, Paul Werner Hoppe, Rudolf Höss, Max Koegel, Josef Kramer, Karl Künstler, Hans Loritz, Jakob Weiseborn, Martin Weis et Egon Zill.
Le 30 janvier 1934, Himmler le promeut SS-Brigadeführer,.

#### Rôle dans la nuit des Longs Couteaux

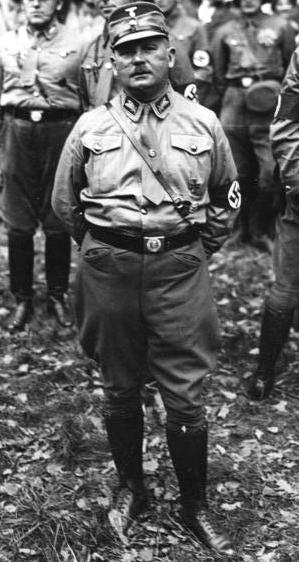
Ernst Röhm en février 1933.

Theodor Eicke joue un rôle central dans la nuit des Longs Couteaux, la purge qui se déroule du 29 juin au 2 juillet 1934, au cours de laquelle Hitler et ses proches éliminent principalement leurs principaux opposants ou concurrents internes, notamment la direction de la SA, susceptibles de les mettre en danger. L'ordre reçu de Werner Best témoigne de la confiance accordée par Himmler à Eicke, et apparaît dans la perspective idéologique nazie comme un privilège. Averti au milieu du mois de juin de l'action à venir, Eicke met en place un plan d'intervention pour ses troupes. Son subordonné Michael Lippert, commandant de la garde du camp, emmène quelques SS à Bad Wiessee le 29 juin, et Sepp Dietrich, commandant de l’unité « Leibstandarte SS Adolf Hitler », arrête le 30 juin les principaux dirigeants de la SA. Le même jour, depuis le camp de Dachau, Eicke réunit les gardiens SS, déchire un portrait de Röhm et les avertit d'un possible attentat contre le Führer. L'après-midi, les premiers SA prisonniers sont incarcérés à Dachau, qui devient pour la première fois un lieu d'exécution publique. Eicke présente à ses hommes Gustav von Kahr, l'ancien chef de gouvernement bavarois, comme « le traître de 1923 » : l'homme est hué et mis à mort par les gardes SS. Pour informer ses hommes du sort des prisonniers suivants, Eicke indique d'un geste du pouce si le détenu doit être immédiatement abattu.
Le 1er juillet 1934,, Hitler ordonne par téléphone à Eicke de proposer le suicide à Röhm, détenu à Stadelheim depuis sa récente arrestation, et de l'exécuter dans le cas d'un refus. Eicke demande à Lippert de le rejoindre sur place ; le même jour, après un temps certain passé face au directeur de la prison, réticent, les deux hommes accèdent à la cellule de Röhm, lui fournissent un pistolet chargé ainsi que l'édition spéciale du Völkischer Beobachter du jour, qui détaille les premières exécutions des dirigeants de la SA. Eicke et Lippert sortent de la cellule et attendent quelques minutes le coup de feu fatidique ; n’entendant rien, ils reviennent à l’intérieur puis abattent ensemble Röhm, Lippert lui assénant le coup de grâce,.
De retour à Dachau, Eicke fait procéder à de nouvelles exécutions publiques, devant les deux mille détenus. Les vingt-deux prisonniers fusillés comprennent, à côté de membres de la SA, et de proches de Röhm, également des personnalités extérieures à la SA et cinq détenus de la prison du camp, dont l'avocat Julius Adler.
Dans les jours qui suivent la purge, Eicke est promu SS-Gruppenführer,, vraisemblablement sur ordre personnel de Hitler. Cette promotion lui permet d'accéder au second rang de la hiérarchie SS, pour l’époque.

#### Inspecteur des camps de concentration

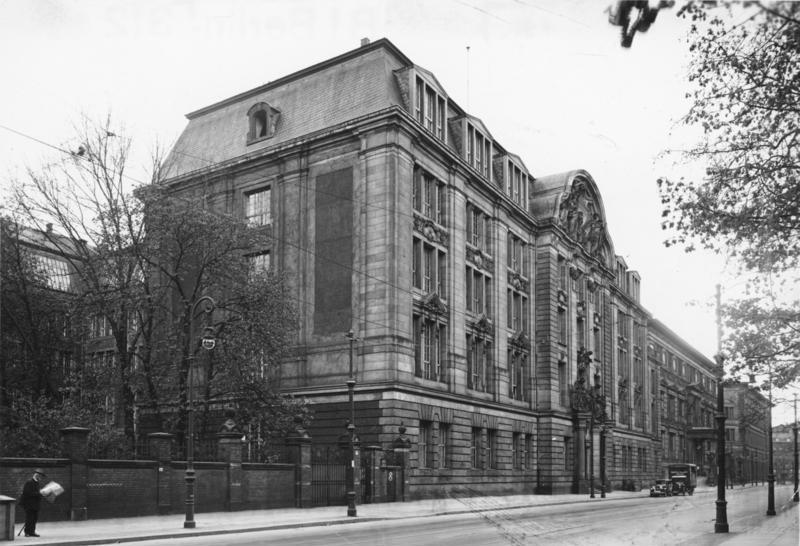
L'Inspection des camps de concentration (IKL) au siège de la Gestapo, Prinz-Albrecht-Straße à Berlin (1934).

Heinrich Himmler nomme Eicke deux jours plus tard, le 4 juillet, inspecteur des camps de concentration et commandant des unités Totenkopf (Inspekteur des Konzentrationslager und Führer des SS Totenkopfverbände). Comme commandant des Totenkopfverbände, il relève du bureau central de la SS, le SS-Hauptamt, et prend ses ordres directement auprès de Himmler ; en tant qu'inspecteur des camps, il dépend également de Himmler, ce jusqu'à juin 1939, puis de l’Amt D du VuWHA (le Verwaltung und Wirtschaft Hauptamt : le « service d'administration et d'économie de la SS ») dirigé par Oswald Pohl.
Dans sa fonction d'inspecteur des camps de concentration, Eicke réorganise ces camps en profondeur entre le début de 1935 et 1939 : il supprime les petits camps pour ne conserver que six d'entre eux, regroupant environ 3 500 détenus chacun, dont Dachau ; à partir de 1936, il étend le système concentrationnaire avec la création de Sachsenhausen, Buchenwald (1937), Flossenbürg (1938), complétés après l'Anschluss, par Mauthausen (1938) situé en Autriche, puis par le camp pour femmes de Ravensbrück en 1939 ; l'organisation et l'administration de tous les camps sont calquées sur le modèle mis en place à Dachau et, à l'exception de ce camp-modèle, tous les anciens camps sont fermés.
Le 1er avril 1936, Hitler décrète que les gardes des camps, et les camps de concentration dans leur ensemble ne dépendent plus financièrement du budget des Länder, mais directement du budget du Reich. Cette disposition permet l'augmentation des effectifs des gardes SS, sous la direction de Eicke.

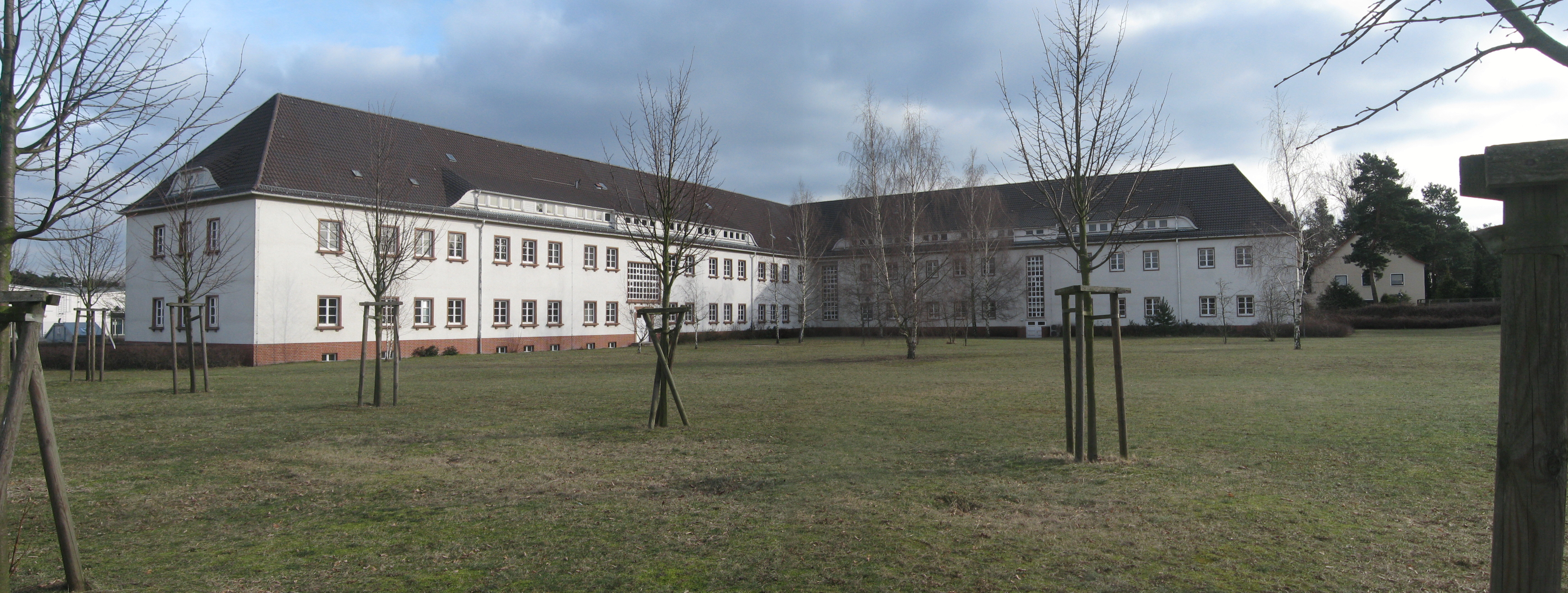
L'immeuble en T au camp de Sachsenhausen est le siège de l'inspection des camps de concentration à partir de 1938.

Dès 1936, Eicke fait procéder à l'arrestation et l'internement dans les camps de nouvelles catégories de détenus qui n'ont aucun rapport avec les opposants au régime, « mendiants, criminels, récidivistes de la petite délinquance, ivrognes, chômeurs professionnels, clochards, Tziganes et zélateurs de sectes religieuses ». Il plaide pour l'agrandissement des camps existants et la construction de nouveaux centres de détention et envisage de les utiliser comme réservoir de main d'œuvre servile. Cette orientation, voulue par Himmler, est présentée comme une politique de « prévention générale de santé de la société » ; cette nouvelle politique est approuvée par Hitler, qui souhaite disposer d'instruments de répression à sa main. Ce soutien rend vaines les tentatives du ministre de l'Intérieur Wilhelm Frick, comme celles du ministre de la Justice Franz Gürtner pour critiquer, ou limiter la puissance grandissante de l'inspection des camps de concentration.
La réorganisation réalisée par Eicke et l'utilisation des détenus comme travailleurs forcés font des camps de concentration l'un des outils les plus puissants de la SS. La fonction même des camps de concentration évolue : leur rôle d'instrument de répression, destiné dans un premier temps à soutenir la prise du pouvoir par les nazis, devient dans un second temps, à mesure que les camps se structurent en organisation indépendante et durable, un rôle de prévention et d'intimidation de toute opposition potentielle.
L'attitude inflexible de Eicke et sa détermination à exploiter la main-d’œuvre concentrationnaire influencent profondément le personnel des camps de concentration. L'endoctrinement permanent, la brutalité de Eicke lui-même, empêchent tout sentiment d'humanité des gardiens : Eicke voulait supprimer chez les SS tout sentiment de pitié à l'égard des internés. Ses discours, les ordres dans lesquels il insistait sur le caractère criminel et dangereux de l'activité des internés, ne pouvaient rester sans effets.

« Sans cesse endoctrinées par lui, les natures primitives et frustes [des gardiens] concevaient à l'égard des prisonniers une antipathie et une haine difficilement imaginables pour les gens du dehors. »

Dans tous les camps se mettent en place une violence et une cruauté contrôlées et disciplinées, un véritable système de terreur codifié qui se poursuit après le départ de Eicke. Il forme des commandants de camp comme Rudolf Höss à Auschwitz, Franz Ziereis à Mauthausen et Karl Otto Koch à Sachsenhausen et Buchenwald.

« À cette époque, combien de fois n'ai-je pas dû me dominer pour faire preuve d'une implacable dureté ! Je pensais alors que ce qu'on continuait à exiger de moi dépassait les forces humaines ; or, Eicke continuait ses exhortations pour nous inciter à une dureté encore plus grande. Un SS doit être capable, nous disait-il, d'anéantir même ses parents les plus proches s'ils se rebellent contre l'État ou contre les conceptions d'Adolf Hitler »

— Rudolf Höss,.

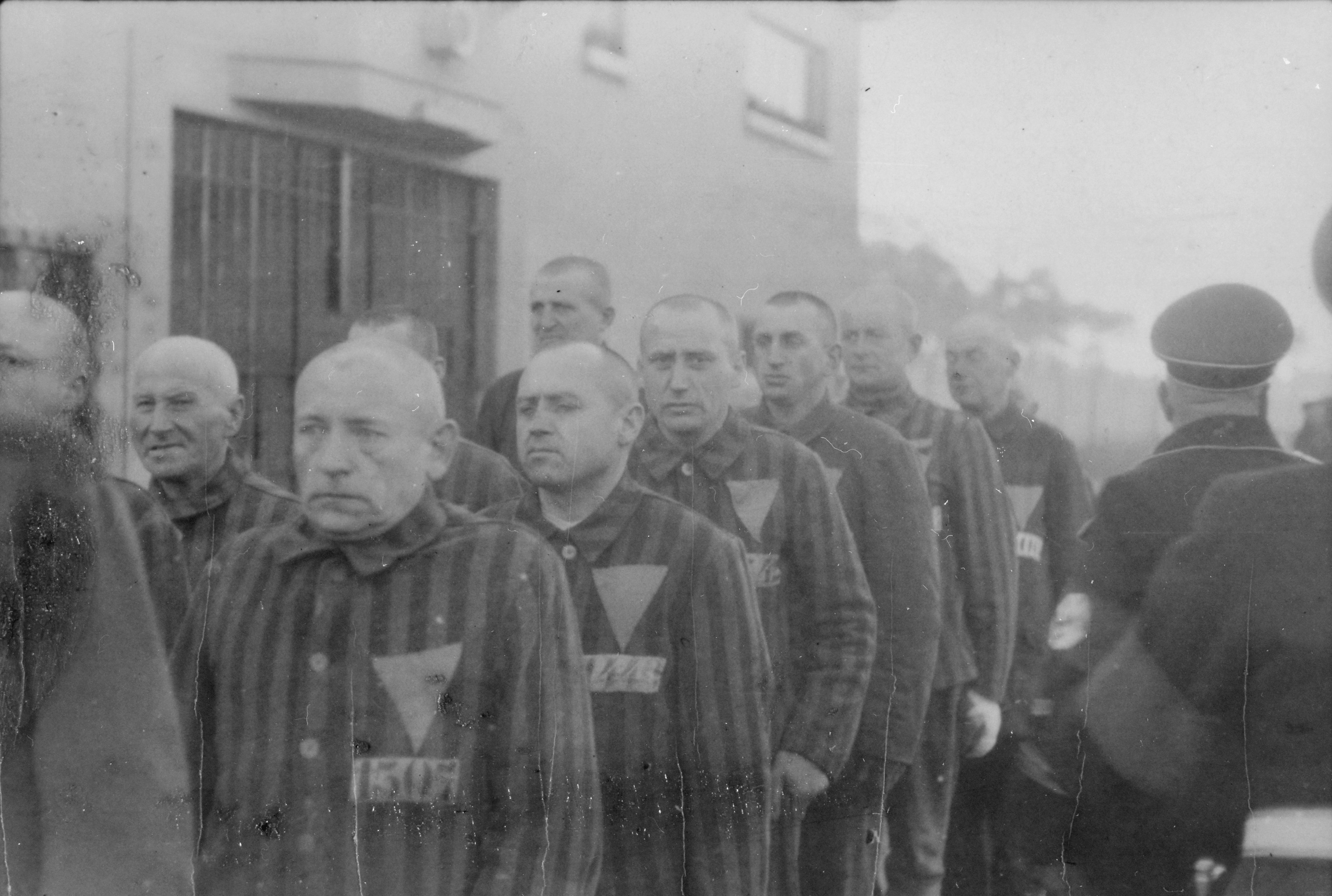
Détenus du camp de Sachsenhausen en 1938.

Eicke semble toutefois apprécié par ses troupes, ce qui explique vraisemblablement son surnom de « Papa Eicke ». D'après Wolfgang Sofsky, il met systématiquement en place une politique de copinage, à l'opposé des traditions militaires qu'il déteste : ainsi, Eicke demande à ses hommes de se tutoyer, fusionne les mess des sous-officiers et des officiers, protège ses hommes, même en cas d'entorses aux règles, sauf s'ils manifestent un sentiment de pitié envers les détenus, et, lors de ses fréquentes tournées d'inspection, il multiplie les contacts avec les hommes du rang en l'absence de leurs supérieurs.
Lors de cette refonte générale du système des camps de concentration, Eicke met en exergue, à partir de l'été 1936, un nouveau modèle, destiné à remplacer celui de Dachau — dont la superficie continue cependant à s'étendre considérablement —, celui du camp de Sachsenhausen. Le camp n'est plus aménagé à partir de bâtiments existants, mais repose sur une planification architecturale qui laisse une part majeure à la symétrie : au camp de détention proprement dit, s'ajoutent les quartiers de la SS, comprenant notamment les ateliers, les quartiers d'habitation, la caserne. En 1938, Himmler décide de placer les camps de concentration sous la tutelle économique de l’Amt D du VuWHA (le Verwaltung und Wirtschaft Hauptamt : le « service central d'administration et d'économie de la SS ») dirigé par Oswald Pohl, ceci afin de limiter l'influence et le pouvoir de Theodor Eicke. Cette tutelle prend effet en juin 1939.
En 1939, le système des camps de concentration est prévu pour accueillir de trente à cinquante mille détenus. Si, lors de l'entrée en guerre, le nombre total des détenus n'excède pas vingt-et-un mille, il a cependant été multiplié par sept depuis 1934.

### La division «Totenkopf»

#### Des SS-Totenkopfverbände à la division SS «Totenkopf»
L'origine des unités Totenkopf, ce personnel de la SS dévolu à la supervision des camps de concentration, remonte à l'automne 1934, lorsque Eicke soustrait les gardes SS du camp de Dachau de l'autorité de l'Allgemeine SS (SS générale) et les rattache aux Totenkopf dont il détient le commandement. Hitler souscrit en juin 1935 au plan de Himmler qui consiste à transformer ces gardiens en unités militaires mobilisables en cas de guerre. Ces unités sont présentées au public pour la première fois lors du 7e congrès de Nuremberg , dit « de la Liberté », en septembre 1935.
Leur effectif s'accroît d'environ 1 000 à 3 245 hommes en 1936, et atteint 11 147 membres en mars 1939. Ces troupes sont particulièrement jeunes, la moyenne d'âge s'élève après 1936 à 22 ans. Alors que l'entrée dans les unités Totenkopf n'exonère pas du service militaire, que la durée d'engagement — d'abord de quatre, puis de douze années — est lourde, et la solde faible, ses membres sont principalement issus d'une jeunesse fanatisée, passée par les Jeunesses hitlériennes, et comptent un grand nombre de membres du parti. La pression que fait peser Eicke sur ces jeunes recrues est considérable : si les unités Totenkopf ne représentent que 2 % des effectifs de la SS en 1937, les suicides des hommes de la division constituent 11 % des suicides de l'ensemble de la SS.
Le décret de Hitler du 17 août 1938, parfois considéré comme « l'acte de naissance » de la Waffen-SS, donne une existence formelle à ce processus d'émancipation des unités Totenkopf, entamé depuis 1934. Il prévoit le renforcement des unités Totenkopf, qui ne sont, comme la troupe à la disposition du Führer, « ni une partie de la Wehrmacht, ni une partie de la police », mais « une troupe armée [qui] mène des missions particulières de nature policière ».

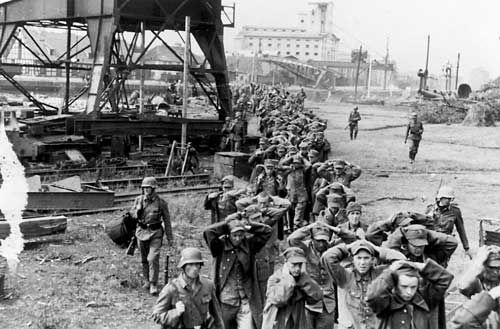
Soldats polonais prisonniers après leur reddition le 7 septembre 1939, à Westerplatte.

La première mission militaire d'unités Totenkopf est peu connue, mais montre clairement leur statut d'instrument particulier du Führer. Elle intervient dès septembre 1938, lors de la crise des Sudètes. Hitler ordonne à Eicke d'occuper avec deux escadrons l'arrondissement frontalier de Aš, sur le sol tchécoslovaque et en complète violation du droit international, ce dont les protagonistes sont bien conscients : les SS ont reçu l'ordre de n'emporter aucun papier d'identité. La mission de Eicke consistait, dans l'éventualité d'un échec lors de la conférence de Munich, à mettre en scène des incidents frontaliers qui auraient alors fourni un prétexte à l'intervention de la Wehrmacht, et au déclenchement de la guerre. Des unités Totenkopf participent également plus tard au démantèlement de la Tchécoslovaquie, Eicke entre dans Prague le 16 mars 1939.
En janvier 1939, Hitler ordonne personnellement à Eicke de créer un « foyer SS » dans la ville démilitarisée de Dantzig, placée sous la protection de la Société des Nations. Sept cents hommes des unités Totenkopf sont acheminés par bateau de Swinemünde à Dantzig en juin 1939, leurs armes et véhicules maquillés. Eicke se rend lui-même en civil dans la ville. Ces hommes jouent un rôle décisif le 1er septembre 1939 dans la bataille de Westerplatte, qui prépare immédiatement l'invasion de la Pologne et l'entrée dans la Seconde Guerre mondiale.
La transformation d’une partie des SS-Totenkopfverbände, c'est-à-dire du personnel issu de la supervision des camps de concentration, en vue d'en faire des unités aptes à combattre sur le front pour constituer la division SS Totenkopf, est un objectif personnel de Theodor Eicke dès le milieu des années 1930. En dépit de son rejet de tout ce qui est militaire, il se conçoit comme « un soldat politique du Führer », et non pas comme un « directeur de prison ». Il confie donc dès 1936 à Richard Glücks, qui lui succède officiellement en juillet 1939 en tant qu'inspecteur des camps, l’intérim de l'IKL. Cependant, Eicke ne cesse de considérer, jusqu'à sa mort, le complexe des camps de concentration comme son domaine personnel, aussi bien pour son intérêt privé — il conserve pendant la durée de la guerre le service de deux détenus, et celui de deux gardes SS pour sa villa d'Oranienbourg — que, surtout, comme source de revenus pour les unités Totenkopf. Avant même sa prise de fonction comme commandant de la division SS Totenkopf en novembre 1939, il mobilise tous ses contacts au sein de la SS pour assurer un bon équipement à sa division, notamment en termes d'armes antichars, pour la motoriser et la doter d'un groupe de reconnaissance, y compris en recourant au vol et au pillage des ressources de l'inspection des camps de concentration.

#### La division Totenkopf en guerre

Insigne de la division SS « Totenkopf ».

La division Totenkopf est créée par Himmler en septembre 1939, et comprend alors environ 15 000 hommes. Pour Himmler, il était essentiel que les divisions SS disposent de leurs propres tribunaux militaires, et puissent ainsi échapper en partie au regard de la Wehrmacht. Les trois divisions SS sont peu à peu désignées, à partir de novembre 1939, sous le terme de Waffen-SS : d'abord informel, son usage s'impose progressivement jusqu'à devenir officiel en mars 1940.
La division est conçue comme une division d'infanterie moderne, et elle dispose d'un soutien matériel important de la Wehrmacht. Eicke nomme pourtant à des postes de responsabilité des hommes sans compétence ni expérience militaire, et privilégie l'engagement idéologique de ses subalternes, ses « soldats politiques ». L'homme change de fonction, mais ses convictions restent les mêmes. Anti-catholique convaincu, il arrive, en 1940, à convaincre une compagnie entière de sa division de renoncer à la religion chrétienne, en le faisant acter par un tribunal administratif. Il veille scrupuleusement au respect des drastiques critères de recrutement de la Waffen-SS, n'hésitant pas à renvoyer des candidats pourtant acceptés mais qu'il juge personnellement non conformes aux normes physiques, raciales ou morales de la SS et rechigne à voir ses officiers quitter la division Totenkopf pour renforcer d'autres unités.
Au cours de la guerre, Eicke et sa division se distinguent par leur brutalité et le nombre de leurs crimes de guerre, que ce soit envers les populations polonaises et juives sur le front de l'Est, ou envers les soldats et civils lors de la campagne de France.

##### OpérationTannenbergen Pologne
« Nous avons besoin de troupes qui aient une claire vision du monde, et qui sachent maintenir à distance ce pays occupé, qu'il s'agisse de la Tchécoslovaquie ou de la Pologne. [...] Les unités Totenkopf doivent l'entendre : abattre des milliers de Polonais. Nous devons avoir cette ténacité, car sinon ils se vengeront de nous. Il est bien plus facile de partir au combat avec sa compagnie, que de contrôler la population culturellement arriérée d'une province quelconque, de faire des exécutions, d'en déporter des membres, d'éloigner des femmes pleurant et hurlant. »

— Heinrich Himmler, discours de 1940

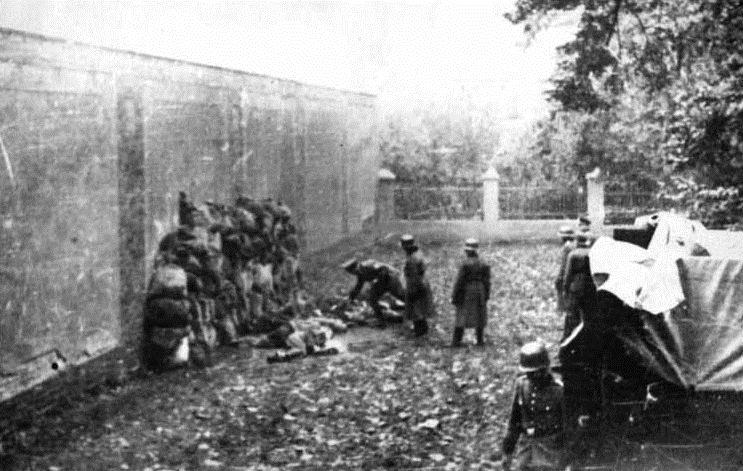
Les membres d'un de assassinent des civils polonais à Leszno, en octobre 1939.

Lors de la campagne de Pologne, trois régiments de la « Totenkopf » (« Oberbayern », « Brandenburg » et « Thüringen ») suivent les troupes allemandes de la 8e et de la 10e armée pour « appréhender les réfugiés récemment arrivés dans le pays et traquer les éléments hostiles au régime, parmi lesquels les francs-maçons, les Juifs, les communistes, l'intelligentsia, le clergé et l'aristocratie ». Ces régiments participent à l'opération Tannenberg avec l'ensemble des Einsatzgruppen — ou groupes d'intervention. Les unités de Eicke sont ainsi les premières à mettre en œuvre la politique d'extermination nazie. À partir du 22 septembre 1939, ses unités organisent un pogrom dans la ville de Włocławek durant quatre journées : elles dévastent la synagogue, les habitations et les magasins juifs, arrêtent un millier de Juifs et assassinent les dirigeants de cette communauté. Un ordre personnel de Eicke conduit au meurtre de huit cents Juifs dans la ville voisine de Bydgoszcz.

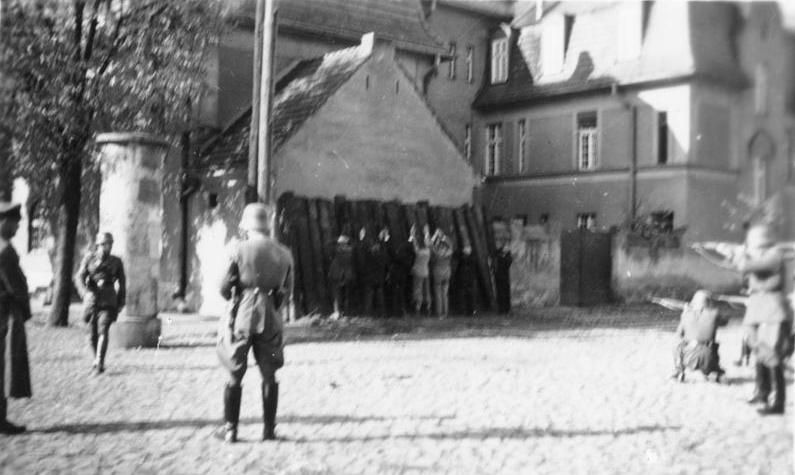
Des otages polonais sont exécutés par un groupe d'intervention de la SS à Kórnik, le 20 octobre 1939.

La brutalité des unités de la « Totenkopf », et le nombre des assassinats qu'elles commettent, font l'objet de vives critiques du Generaloberst Blaskowitz de l'armée de terre : « Les sentiments de la troupe envers la SS et la police oscillent entre la répulsion et la haine. Tous les soldats sont pris de dégoût et de répugnance devant les crimes commis en Pologne ». Un Generalleutnant de la 8e armée indique dès septembre 1939 que les soldats des régiments Totenkopf « ne s'acquittent pas de leur mission de sécurité, mais se concentrent bien plus sur leurs actions contre les Juifs locaux ».
Sur une courte durée, du 10 septembre au 1er octobre 1939, dès l’arrivée des troupes allemandes à Cracovie, il fait également office de Höhere(r) SS- und Polizeiführer Ost (HSSPf Ost : « chef de la SS et de la Police pour la région Est »). Friedrich-Wilhelm Krüger lui succède aussitôt. Début octobre, les premiers régiments « Totenkopf » sont retirés de Pologne et reconstitués en incorporant de nouvelles recrues. L'un de ces régiments assassine mi-octobre plus de mille patients d'un institut psychiatrique de la ville d'Owińska. Le nombre des victimes des Einsatzgruppen pendant l'opération Tannenberg s'élève à plus de vingt mille, en majorité des membres des élites politique et économique polonaises.
Pendant l'hiver 1939-1940, Eicke fixe les consignes tactiques et stratégiques d'engagement de son unité. Elles sont primitives, et selon l'historien Charles Sydnor, elles constituent le bréviaire de la division « Totenkopf » pendant toute la guerre : concentrer toutes les unités disponibles, les véhicules et les armes à la pointe de l'attaque et frapper l'ennemi avec un engagement maximal, jusqu'à sa déroute. Fin novembre, Eicke doit statuer sur le cas de six soldats de la division, qui avaient volé une voiture, s'étaient saoulés à Munich, et avaient renversé un tramway lors de leur retour au petit matin à Dachau. Il les dégrade, les exclut de la SS, et, sans en avoir ni le pouvoir légal ni la légitimité, les incarcère au camp de concentration de Buchenwald. Cet exemple de sévérité sans fondement légal devient une pratique régulière.

##### Campagne de France
« Une bonne question est de savoir si le SS-Gruppenführer Eicke, d'après son passé et sa formation militaires (il était sergent lors de son dernier engagement militaire) maîtrise vraiment le difficile assemblage d'une division d'infanterie motorisée, et s'il peut commander et s'impliquer efficacement dans la bataille. »

— Generaloberst von Weichs, avril 1940
En février 1940 la division « Totenkopf » n'est pas affectée à la pointe de l'offensive à venir, mais à un corps de réserve de la 2e armée, sous la direction de Gerd von Rundstedt. C'est une déception pour Eicke. Son officier d'état-major général rédige un mémorandum pessimiste qui recense les nombreuses faiblesses apparues au cours d'exercices : la division manque de mécaniciens confirmés, les erreurs tactiques et stratégiques sont nombreuses, la coordination des unités est lente et laborieuse. Plus grave encore, les compétences de commandement des officiers sont faibles, et la discipline des hommes laisse à désirer.
Pendant la campagne de France, la division connaît son premier combat le 19 mai 1940 entre Le Cateau-Cambrésis et Cambrai, et subit des pertes importantes contre des chars britanniques Matilda dans la région d'Arras le 21 mai. Le commandement de Eicke est marqué par un profond dilettantisme : il mène par exemple l'attaque, pistolet au poing, au canal de la Basse-Colme, avant de faire retraite pendant que son unité connaît des pertes considérables.
Dans ce contexte, les soldats de la division passent par les armes dans la région d'Arras une centaine de civils, ainsi que des prisonniers de guerre. Puis, le 27 mai, la division commet le massacre du Paradis, « de la plus effroyable et arbitraire brutalité », durant lequel elle assassine une centaine de prisonniers britanniques, sous les ordres de l’Obersturmführer Fritz Knöchlein, condamné à mort et exécuté pour crimes de guerre en 1949 ; elle est également responsable de l'exécution sommaire de troupes sénégalaises et marocaines qui essayaient de se rendre, le 19 juin à Dijon. Le nombre des victimes, civils et prisonniers de guerre de la division Totenkopf en Belgique et en France durant cette période s’élève à 264 : les massacres ont été opérés là où la division avait connu des pertes importantes, par frustration. Un vétéran de la division indique en 1975 : « sans soutien d'artillerie, en dépit de tous les principes stratégiques, et de façon suicidaire : sans l'échec d'Eicke comme commandant, et sans la mentalité d'Eicke, il n'y aurait pas eu de crime de guerre à Paradis ».
De juin 1940 à mai 1941, la division Totenkopf est stationnée à Dax, à l'extrême sud-ouest de la France. Eicke est invité à la parade de la victoire à Paris, puis renforce l'endoctrinement idéologique de ses troupes, alors que Himmler lui interdit dorénavant l'accès aux ressources de l'inspection des camps de concentration.

##### La guerre à l'Est
« Par la suite, cette division fut sans doute la plus impitoyable du front russe, et aussi la plus irréductible »

— Arno Mayer, 1990

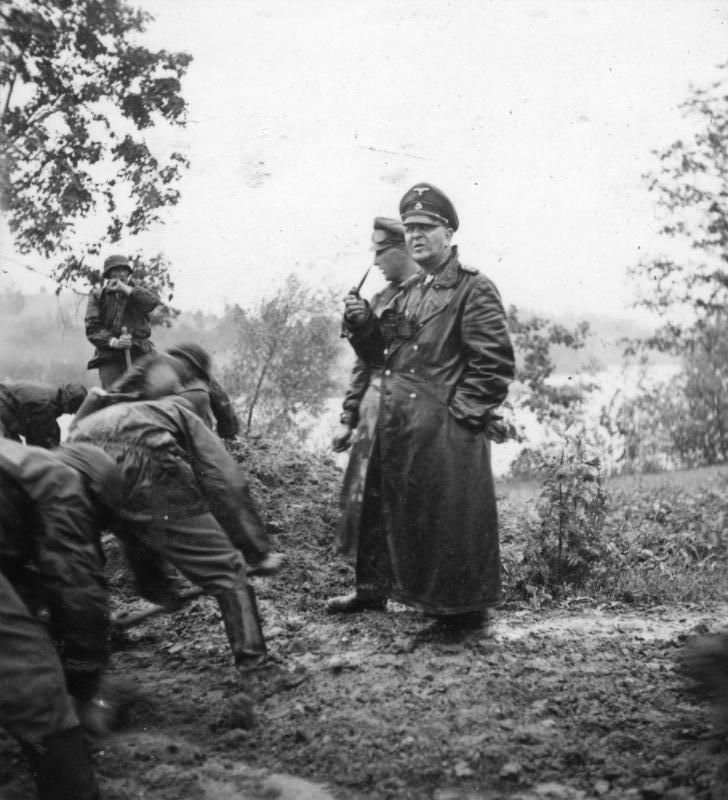
Eicke en compagnie de ses troupes de la division SS « de », sur le front russe en septembre 1941.

En prévision du déclenchement de l'invasion de l'Union soviétique, Eicke insiste pour que sa division soit dotée de camions conçus pour le transport de troupes à la place des divers véhicules qu'elle a reçus : « Abstraction faite que nous avons l'air de romanichels et qu'une telle apparence ne sied pas à la SS, on ne peut conduire aucune guerre à l'Est avec ce genre de véhicules ».

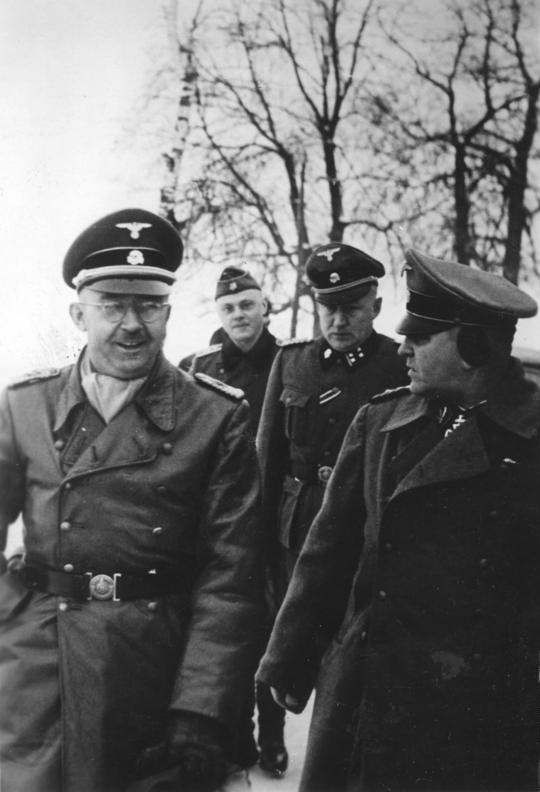
Himmler et Eicke sur le front de l'Est en janvier 1942. Photographie d'un service de propagande de la SS.

Le 3 juin 1941, la division rejoint Marienwerder en train. Eicke réunit ses officiers à plusieurs reprises « pour leur montrer l'enjeu de la lutte qui allait opposer le national-socialisme au judéo-bolchevisme ». Dans les premiers jours de l'attaque, Eicke mène ses troupes, qui font très peu de prisonniers. Il est sévèrement blessé au pied lors de l'explosion de son véhicule sur une mine le 6 juillet, et soigne sa blessure au camp de concentration de Sachsenhausen. En septembre, devant de nombreux gradés de la SS, dont le médecin du Reich Grawitz, il y fait la démonstration des techniques d'assassinat de masse expérimentées depuis deux semaines au camp : des prisonniers de guerre soviétiques qui croient subir un examen médical sont exécutés par un tir dans la nuque, dans une pièce spécialement meublée et organisée pour cette exécution. À partir de l'automne 1941, ce sont ces techniques que Grawitz rend systématiques dans les camps d'Auschwitz, Buchenwald et Flossenbürg.
En septembre 1941, en Finlande, deux régiments de la division s'enfuient devant une contre-offensive des troupes de l'Armée rouge, s'attirant de sévères jugements d'officiers de la Wehrmacht. Eicke retourne au front au milieu du mois, peu avant d'apprendre la mort de son fils.
Sous le commandement de Eicke, puis également après sa mort, la division Totenkopf fait preuve d'un fanatisme inégalé et de férocité lors de l'avancée en 1941, de l'offensive de l'été 1942, de la conquête de Kharkov, de la bataille de la poche de Demiansk, et lors de la défense de Varsovie puis de Budapest début 1945. Elle montre de remarquables aptitudes au combat défensif contre l'Armée rouge, mais elle se rend aussi coupable de l'assassinat de prisonniers et de civils en Union soviétique, de la destruction et du pillage de nombreux villages russes. Eicke fait en outre régner une discipline de fer et parfois expéditive, attestée lors de l'exécution d'un soldat incitant à la mutinerie avant que soit confirmé le verdict par la Reichsführung-SS, entraînant immédiatement sa déchéance de la fonction de juge de sa division.
En mars 1942, la division Totenkopf a perdu 12 625 hommes, soit les trois quarts de son effectif initial. La division est à la fois victime de son image et de ses qualités : la conquête irréfléchie, comme la détermination fanatique dans la défense, sont à l'origine de ces énormes pertes,. Eicke est néanmoins promu SS-Obergruppenführer le 20 avril, le jour de l'anniversaire du Führer. La division est transférée en France en octobre 1942, et affectée à la défense côtière près de Montpellier. Reconstituée, elle reçoit le 30 janvier 1943 son ordre de retour sur le front de l'Est à Kiev.
Eicke est tué le 26 février 1943. Au cours d'une reconnaissance aérienne en préparation à la troisième bataille de Kharkov, son avion, un Fieseler Fi 156 Storch, est abattu par l'Armée rouge dans les environs d'Artelnoïe, près de Lozovaïa. Ses troupes lancent immédiatement une attaque pour sécuriser le site où l'avion s'est écrasé et récupérer le corps de leur chef.

## Postérité

### Une figure ambiguë de la propagande nazie
La propagande nazie brosse de Theodor Eicke un portrait de héros. Peu après sa mort, un des régiments de la division Totenkopf est baptisé « Theodor Eicke », nom qu'il arbore sur la manchette, « privilège rare et hiérarchisé ». Hitler indique, dans la nécrologie de Eicke, qu'il était « unique », « un modèle éclatant de l'esprit de combat et de sacrifice ».
Sa réputation militaire reste cependant controversée : dès 1940, lors de la campagne de France, l'attitude de Eicke pour qui « les pertes, ça n'a pas d'importance » faisait l'objet de critiques d'officiers de la Wehrmacht, effrayés par le nombre de morts et de blessés au sein de la division Totenkopf.

### Historiographie

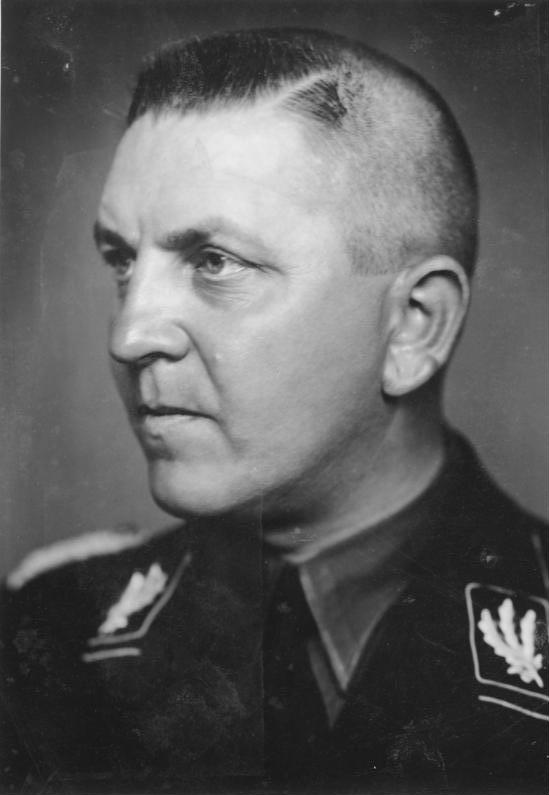
Eicke en 1942.

La toute première esquisse biographique de Eicke date de 1939 et provient de communistes allemands exilés. Sous la forme d'un court fascicule, elle brosse le portrait d'un sadique, infligeant dès l'enfance des sévices aux animaux, interné en psychiatrie en raison d'un « esprit déficient », et libéré par des pressions politiques. Après 1946, les auditions de dirigeants SS tels Rudolf Höss, Gottlob Berger et Oswald Pohl permettent à Eugen Kogon de brosser le premier portrait historique de Eicke. En insistant sur le caractère démesuré de la violence et des crimes de Eicke, ce portrait marque durablement l'historiographie. Charles Sydnor, puis Tom Segev, mènent un travail d'ampleur, reposant pour le second notamment sur des entretiens avec le beau-fils de Eicke comme avec son ancienne gouvernante. L'analyse du dossier SS personnel de Eicke est publiée par Tuviah Friedman en 1994.
Les récits de survivants de camps de concentration, tels ceux de Benedikt Kautsky, qui évoquent les années 1934-1935 à Dachau sont riches, mais peuvent poser des difficultés d'interprétation historique. Ils témoignent de la toute-puissance de Eicke à l'intérieur du camp. Un ancien détenu exilé à Paris décrit Eicke en 1936 comme « l'un des plus terribles molosses de notre siècle, [...] un type épais avec un visage particulièrement immonde, qui exprime toute sa brutalité et sa lâcheté ».
Pour Charles Sydnor, « la caractéristique la plus constante, dans la façon dont il abordait les problèmes de commandement sur le terrain, était son fanatisme, qui l'emportait sur le pragmatisme et la logique dans les questions relatives à l'instruction, à la discipline, à la logistique et à la tactique. Eicke considérait l'extermination de l'ennemi comme l'objectif principal de la guerre et avait le sentiment que la détermination fanatique et l'absence totale de pitié, que ce soit dans l'attaque ou la défensive, étaient les clés du succès tactique. » Parmi tous ceux qui étaient en charge de responsabilités peu mises en avant, mais essentielles dans le Troisième Reich, les administrateurs sans scrupules de l'appareil d'État, du parti, de l'armée, de la bureaucratie et de la SS, ceux que l'on peut appeler les bourreaux, l'historien indique que précisément « Eicke incarnait la figure du bourreau ».
Jean-Luc Leleu insiste quant à lui sur l'attention apportée par Eicke à la formation de ses hommes sur une base empirique et pragmatique, particulièrement pour mieux les préparer aux dures conditions du front de l'Est. Heinz Höhne souligne la différence entre « l'esprit des formations tête de mort de « Papa Eicke » » et celui des autres unités de la Waffen-SS.
Niels Weise indique que Theodor Eicke était en 1932 « un SS-Führer absolument moyen, avec la biographie typique de nombreux nationaux-socialistes :  déracinement, désœuvrement et échec professionnel. Cette expérience constante de l'échec livre une clé du parcours et de la carrière d'Eicke. Elle explique son abandon sans condition et son empressement à mourir pour le national-socialisme, qui donna pour la première fois à sa vie un sens et une structure, sa haine presque pathologique de l'armée — qui lui avait interdit une carrière — ainsi que sa soumission consciente à Himmler ».

## Résumé de la carrière de Theodor Eicke dans la SS
Entre parenthèses, sont mentionnés les grades équivalents en France, dans l'armée de terre. Néanmoins, les grades attribués avant qu'il n'entre dans la SS-Verfügungstruppe (SS-VT) (en 1939) ne sont pas des grades militaires. Il s'agit de grades paramilitaires (la SS est une organisation attachée au parti nazi, qui n'arrive au pouvoir qu'en janvier 1933) puis d'auxiliaires de police. Sa progression est très rapide au départ parce que le nombre d'échelons est réduit dans l'organisation naissante, et ensuite parce que les effectifs restent faibles au cours des premières années, au détriment de la SA pléthorique.
| SS-Mann                                            | (soldat de 2e classe)        | 29 juillet 1930  |
| SS-Oberscharführer                                 | (adjudant)                   | 27 novembre 1930 |
| SS-Sturmbannführer                                 | (commandant)                 | 15 février 1931  |
| SS-Standartenführer                                | (colonel)                    | 15 novembre 1931 |
| SS-Oberführer                                      | (grade inexistant en France) | 21 octobre 1932  |
| SS-Brigadeführer                                   | (général de brigade)         | 30 janvier 1934  |
| SS-Gruppenführer                                   | (général de division)        | 11 juillet 1934  |
| SS-Gruppenführer und Generalleutnant der Waffen-SS | (général de division)        | 14 novembre 1939 |
| SS-Obergruppenführer und General der Waffen-SS     | (général de corps d'armée)   | 20 avril 1942    |

## Décorations militaires
Au cours de sa carrière de militaire (soldat de la Deutsches Heer pendant la Première Guerre mondiale, général dans la Waffen-SS pendant la Seconde Guerre mondiale), Eicke a reçu les décorations suivantes :
- la croix de fer (1914) 2e classe[134] ;
- l'agrafe de la croix de fer (1939) 2e classe, le 26 mai 1940 ;
- la croix de fer (1939) 1re classe, le 31 mai 1940[135] ;
- la croix de chevalier de la croix de fer, le 26 décembre 1941 en tant que SS-Gruppenführer und Generalleutnant der Waffen-SS, commandant la division SS « Totenkopf »[136] ;
- la croix de chevalier de la croix de fer avec feuilles de chêne (les 88e feuilles de chêne), le 20 avril 1942 en tant SS-Obergruppenführer und General der Waffen-SS (le jour-même de sa promotion à ce grade), commandant la division SS « Totenkopf »[137] ;
- l'insigne des blessés en argent[138].